# Bătălia de la Khe Sanh
Bătălia de la Khe Sanh a avut loc în nord-vestul Provinciei Quang Tri, Republica Vietnam (Vietnamul de Sud), între 21 ianuarie și 8 aprilie 1968 în timpul Războiului din Vietnam. Combatanții erau părți din Forța Amfibie Marină III a Statelor Unite, precum și din Armata Republicii Vietnam de o parte, și două până la trei unități de dimensiunea unei divizii din cadrul Armatei Populare Vietnameze. Comandamentul american din Vietnamul de Sud a dat operațiunii de apărare a bazei numele de cod Operațiunea Scotland.
Comandamentul american din Saigon credea la început că operațiunile din jurul Khe Sanh-ului din vara lui 1967 fac parte dintr-o simplă serie de ofensive nord-vietnameze minore în regiunile de graniță. Această apreciere a trebuit să fie revizuită, însă, când s-a descoperit că Armata Populară Vietnameză deplasa forțe majore în regiune în timpul toamnei și iernii. A avut loc o acumulare de forțe americane și acțiunile de la Khe Sanh au început când baza marinei americane a fost izolată. Într-o serie de acțiuni disperate ce au durat timp de 77 de zile, Baza de Luptă Khe Sanh (KSCB) și avanposturile de pe dealurile din împrejurimi s-au aflat sub un tir nord-vietnamez constant de artilerie, mortiere și rachete.
În timpul bătăliei, Forțele Aeriene ale SUA au declanșat o campanie masivă de bombardament aerian (Operațiunea Niagara) pentru a susține baza marinei. Această campanie a folosit ultimele inovații tehnologice pentru a localiza forțele nord-vietnameze. Efortul logistic de susținere a bazei marinei, după izolarea ei pe uscat, a impus implementarea altor inovații tactice pentru continuarea aprovizionării bazei.
În martie 1968, o forță combinată a marinei și armatei americane împreună cu armata sud-vietnameză a lansat o expediție terestră (Operation Pegasus) care a reușit să despresureze baza marinei de la Khe Sanh. Bătălia a reprezentat o victorie tactică pentru forțele sud-vietnameze și americane, deși nu a avut implicații strategice clare; unii istorici au remarcat că atacurile Armatei Populare din jurul frontierei anterioare Ofensivei de Tet de la începutul lui 1968 au servit doar pentru a distrage atenția inamicului în timp ce se strângeau forțele Viet Cong.

## Preliminarii

### Tabăra
Satul Khe Sanh era reședința districtului Huong Hoa, o zonă populată cu sate ale degarilor și plină de plantații de cafea, aflată la aproximativ zece kilometri de frontiera cu Laos pe drumul național 9 din Vietnam, cel mai nordic drum transversal din Vietnamul de Sud. Acest drum grav deteriorat ducea din zona de coastă prin zona muntoasă din vest și apoi trecea granița în Laos. Baza de luptă și-a avut originea în construcția unui aerodrom de către Forțele Speciale ale Armatei SUA în august 1962 lângă sat la un vechi fort francez. Tabăra a devenit apoi un avanpost al programului Civil Irregular Defense Groups (CIDG) al Forțelor Speciale, al cărui scop era cel de a observa infiltrarea Armatei Populare Vietnameze de-a lungul graniței și de a proteja populația locală. În noiembrie 1964, Beretele Verzi și-au mutat tabăra pe Platoul Xom Cham, viitoarea poziție a Bazei Khe Sanh.

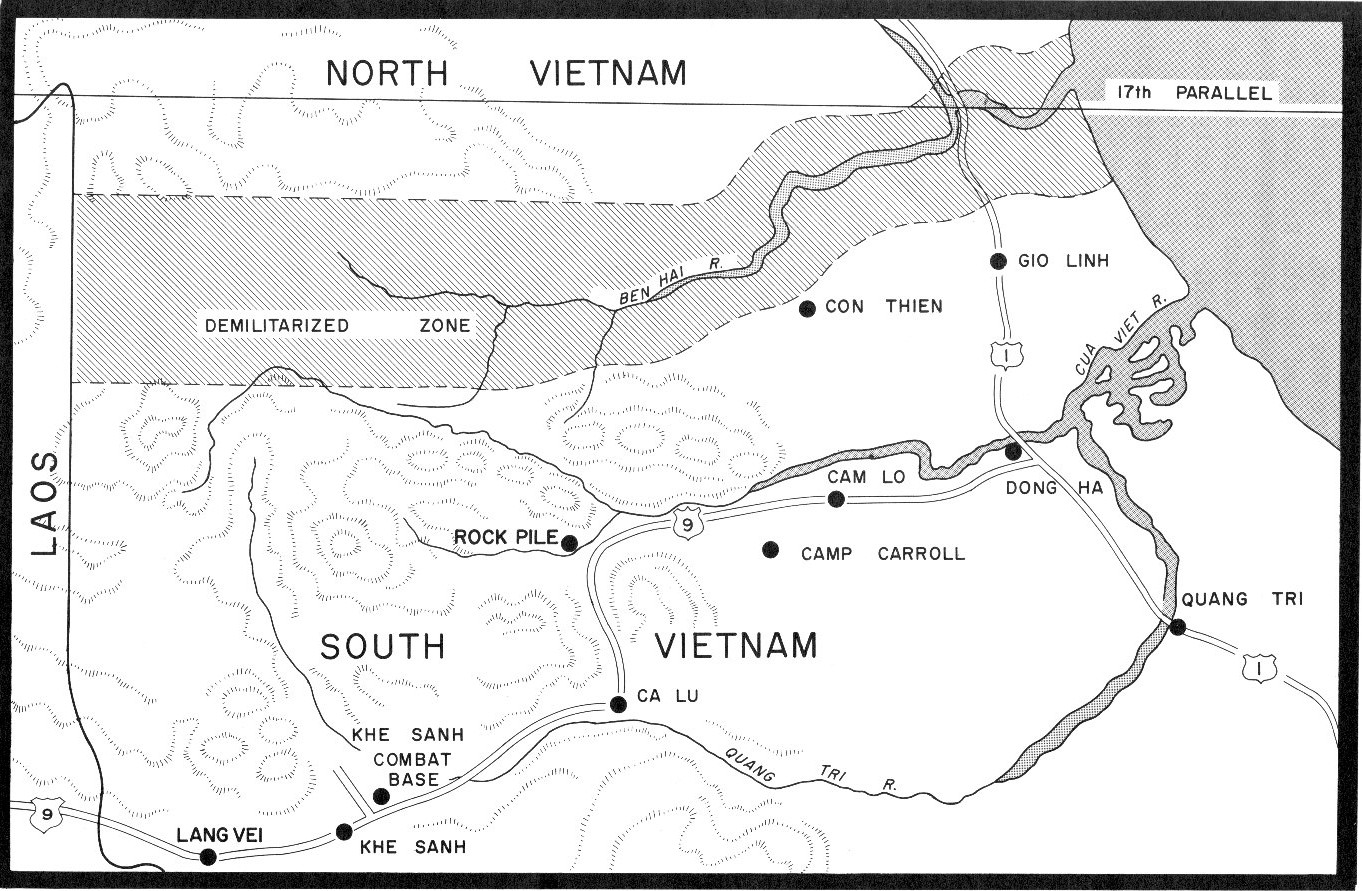
Harta nordului Provinciei Quang Tri.

În iarna lui 1964, Khe Sanh a devenit centrul lansării Grupului secret pentru Studiu și Observație (SOG — acesta s-a poziționat mai întâi lângă sat, după care s-a mutat în fortul francez). De acolo, au fost trimise echipe de recunoaștere în Laos pentru a explora și a aduna informații privind sistemul logistic al Armatei Populare Vietnameze, sistem cunoscut sub numele de drumul Ho Chi Minh.
Tabăra de pe platou a fost ocupată permanent de pușcași marini în anul 1967, când au înființat și un avanpost lângă aerodrom. Această bază urma să servească drept ancoră vestică pentru forțele marinei, care aveau sarcini tactice pentru cele cinci provincii nordice ale Vietnamului de Sud, denumite I Corps. Sistemul defensiv al pușcașilor marini se întindea pe sub zona demilitarizată de la coastă, de-a lungul drumului 9, până la Khe Sanh. În 1966, Forțele Speciale regulate se retrăseseră de pe platou și construiseră o tabără mai mică pe drumul 9 la Lang Vei, la aproximativ jumătatea distanței până la granița cu Laos.

### Luptele de la frontieră
În a doua jumătate a lui 1967, nord-vietnamezii au declanșat o serie de acțiuni în regiunile de frontieră ale Vietnamului de Sud. Toate aceste atacuri au fost efectuate de unități ale Armatei Populare Vietnameze (APV) sau ale Frontului Național pentru Eliberarea Vietnamului de Sud (FNE) de dimensiunea unor regimente dar, spre deosebire de tacticile de atacuri rapide utilizate de obicei de forțele comuniste, acestea erau atacuri susținute și violente.
La începutul lui octombrie, APV a indensificat incursiunile unităților de dimensiunea batalioanelor și focul de artilerie îndreptate către Con Thien, o fortificație pe un deal din centrul liniei defensive a pușcașilor marini aflat la sud de zona demilitarizată din nordul provinciei Quang Tri. Tirurile de mortier, obuzele de artilerie și rachetele de 122 mm cădeau la întâmplare, dar neîncetat asupra bazei. Bombardamentele din septembrie aduceau circa 100–150 de proiectile pe zi, maximul fiind atins pe 25 septembrie cu 1.190 de proiectile. Comandantul american din Vietnam, generalul William C. Westmoreland a răspuns lansând Operațiunea Neutralize, o campanie de bombardament aerian și naval, cu scopul de a rupe asediul. Timp de șapte săptămâni, avioanele americane au aruncat între 35.000–40.000 tone de bombe în aproape 4.000 de raiduri aeriene.

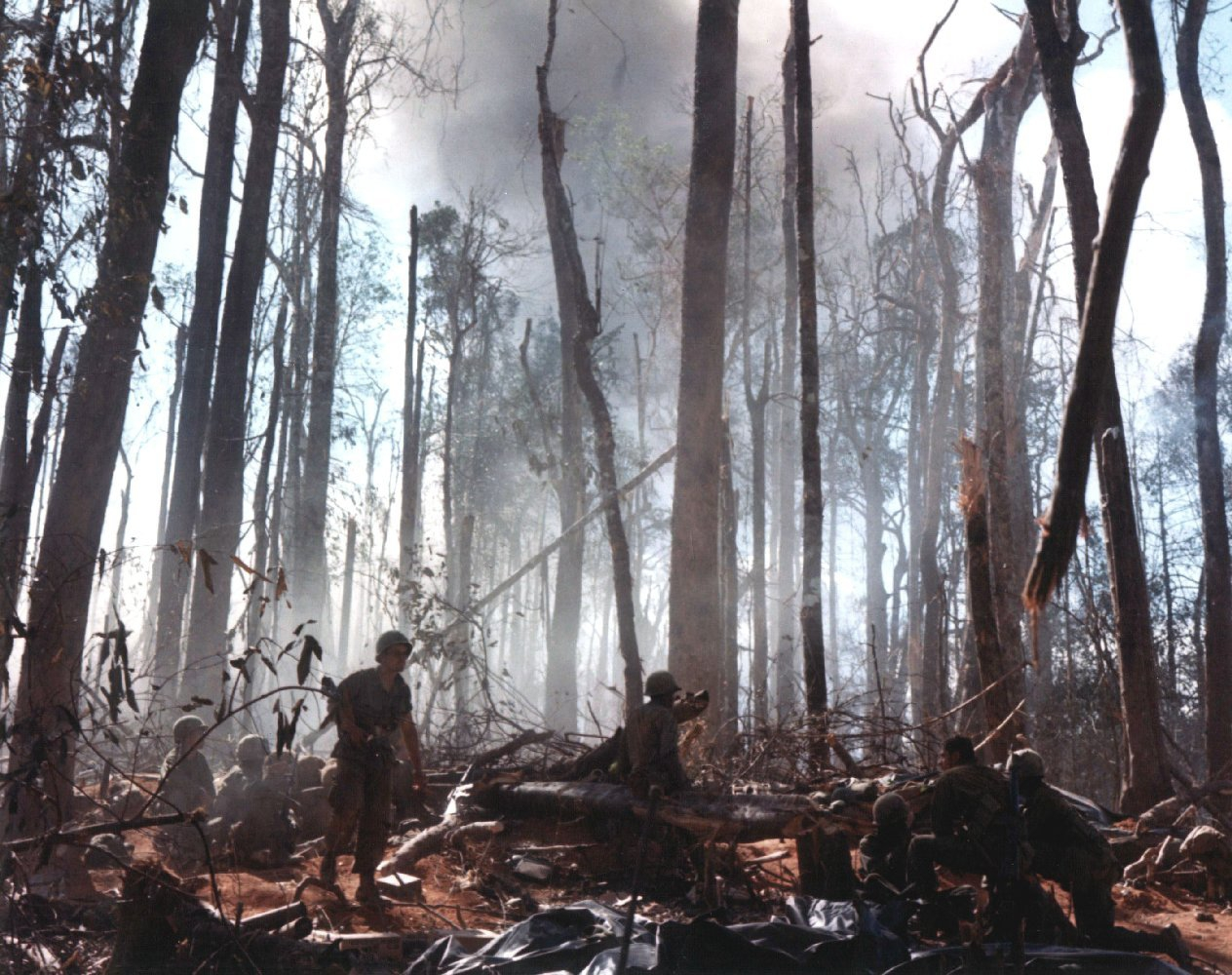
Lupte pe Dealul 875, cea mai intensă bătălie de lângă Dak To.

La 27 octombrie, un regiment APV a atacat un batalion al armatei sud-vietnameze la Song Be, capitala provinciei Phuoc Long. Nord-vietnamezii au luptat câteva zile și apoi s-au retras din cauza pierderilor suferite. După două zile, Regimentul 273 FNE a atacat o tabără a Forțelor Speciale de lângă orașul de frontieră Loc Ninh, din provincia Binh Long. Soldați ai Diviziei 1 Infanterie americane au replicat rapid. După zece zile de luptă, atacatorii au fost împinși înapoi în Cambodgia. Cel puțin 852 de combatanți nord-vietnamezi au fost uciși în timpul acestei acțiuni, forțele americane și sud-vietnameze pierzând doar 50 de oameni.
Cele mai grele lupte au avut loc lângă Dak To, în provincia Kontum, din zona muntoasă centrală. Acolo, prezența Diviziei I a APV a dus la o luptă de 22 de zile unde s-au dat unele dintre cele mai intense lupte corp la corp din întregul conflict. Au murit între 1.200 și 1.600 de soldați nord-vietnamezi și 362 de membri ai Diviziei 4 Infanterie, ai Brigăzii de Luptă 173 Aeropurtată americane și ai diferitelor unități din Armata Republicii Vietnam. Trei dintre cele patru batalioane ale Diviziei 4 Infanterie și întreaga Brigadă 173 au fost puse în imposibilitatea de a lupta în această bătălie.
Serviciile americane de informații au fost derutate de această serie de acțiuni ale inamicului. Nu părea să existe vreo logică în spatele ofensivelor susținute ale APV și FNE, alta decât provocarea de pierderi forțelor anticomuniste. Au reușit aceasta, dar pierderile suferite de nord-vietnamezi păreau să anuleze total orice câștig obținut de acestea în termeni de resurse umane. Luptele de la graniță au avut, însă, două importante consecințe care nu au fost identificate la acea vreme—au atras atenția comandamentului american asupra zonelor de graniță și au îndepărtat forțele americane și sud-vietnameze de orașe și de zonele de coastă.

### Luptele de pe dealuri

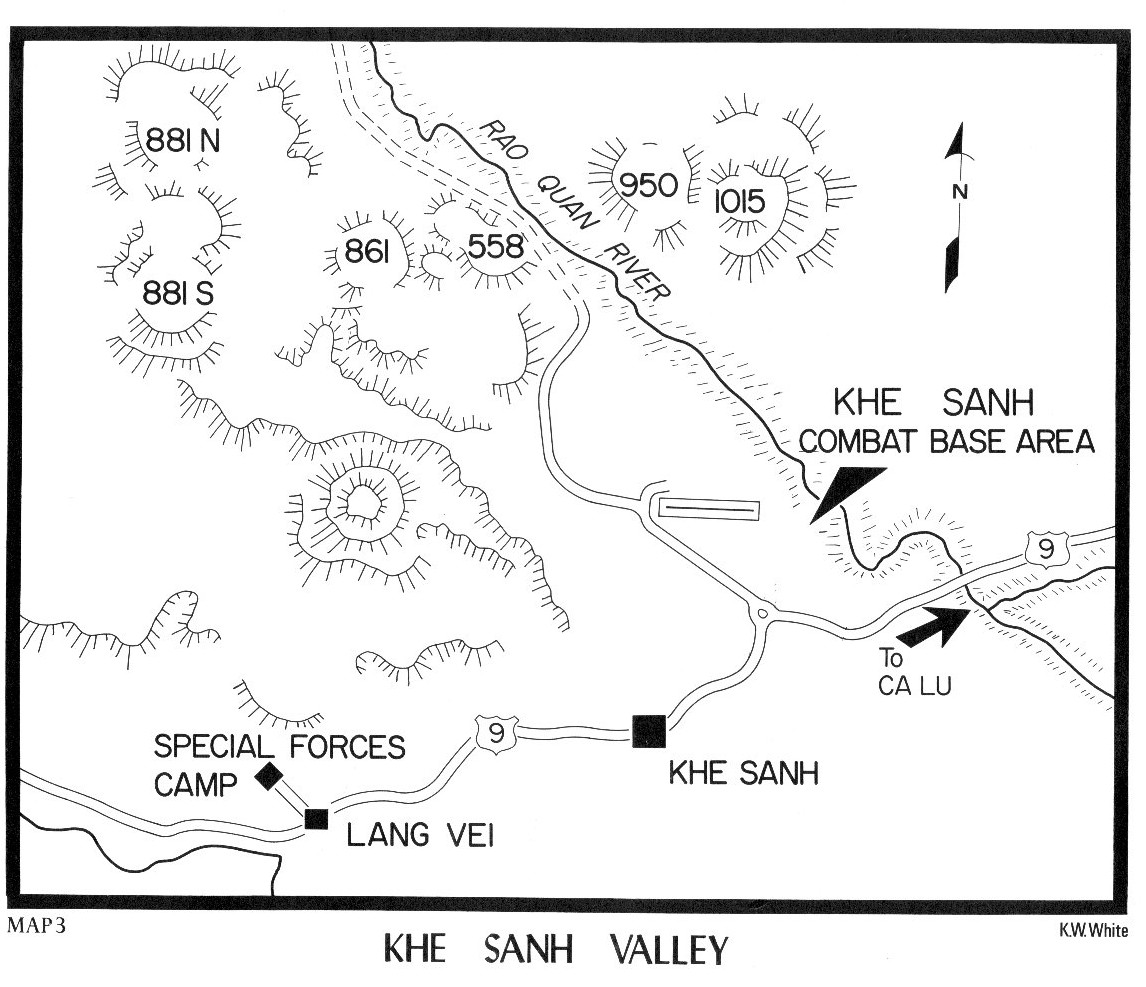
Valea Khe Sanh

În zona Khe Sanh, situația a rămas liniștită tot anul 1966. Chiar și așa, generalul Westmoreland a insistat nu doar ca ea să fie ocupată de pușcașii marini, ci să fie și întărită. Lui i s-a opus ferm generalul Lewis W. Walt, comandantul I Corps de la Marină. Walt a susținut că ținta reală a eforturilor americane trebuie să fie pacificarea și protejarea populației, nu hărțuirea APV și FNE în zone izolate. Westmoreland a avut, însă, câștig de cauză, și Batalionul 1 din Regimentul 3 Marină a fost trimis să ocupe tabăra și aerodromul la 29 septembrie. La sfârșitul lui ianuarie 1967, 1/3 a fost înlocuit de Compania Bravo, din Batalionul 1, Regimentul 9 Marină. O singură companie înlocuia un întreg batalion. Unul dintre misterele ce înconjară bătălia de la Khe Sanh a fost motivul pentru care, după ce a insistat ca pușcașii marini să apere baza de la Khe Sanh, Westmoreland le-a permis să se retragă.

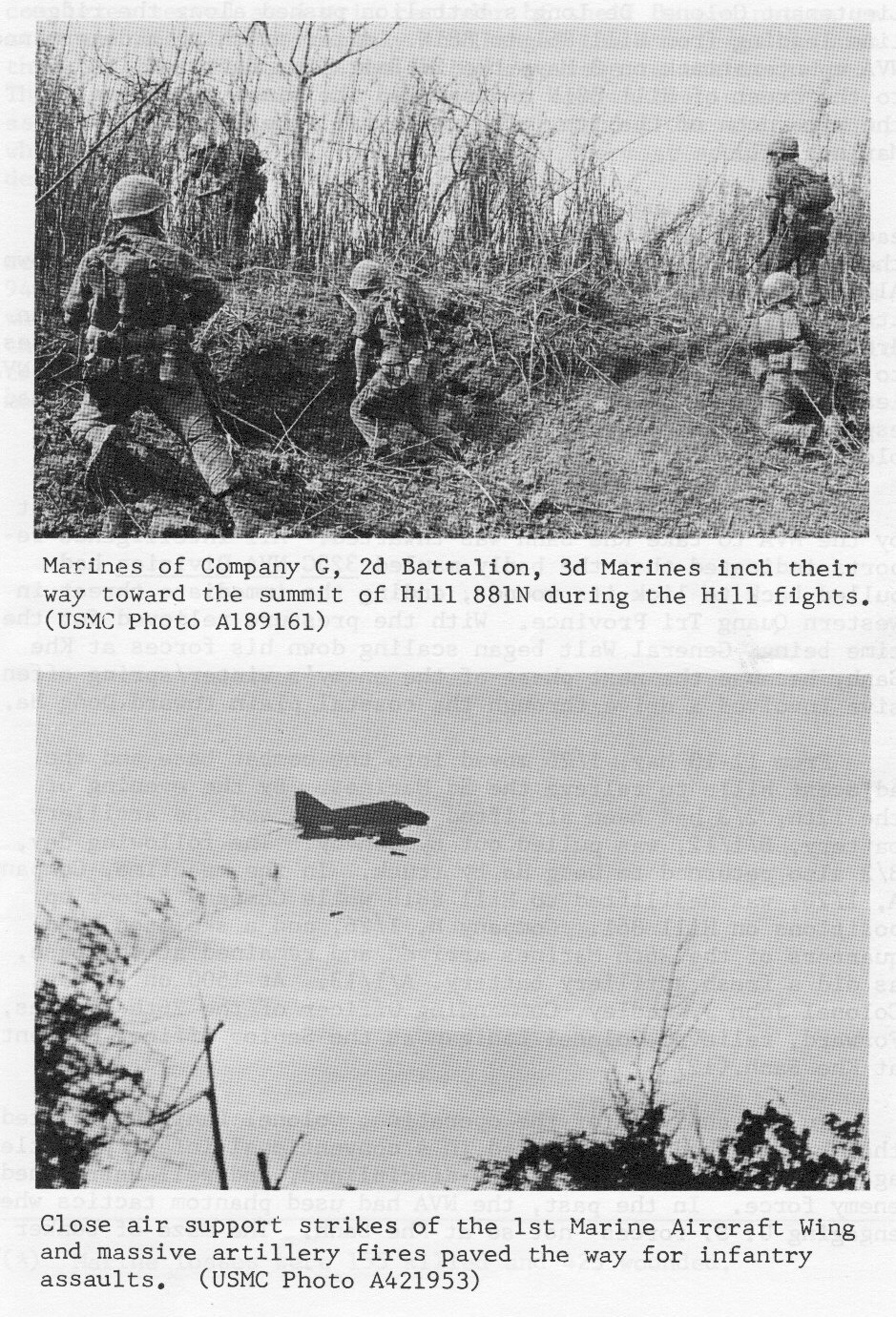
Luptele de pe dealuri

La 24 aprilie 1967, o patrulă a Companiei Bravo a fost atacată de o forță APV de o dimensiune necunoscută la nord de Dealul 861. Această acțiune a declanșat prematur o ofensivă nord-vietnameză de capturare a Khe Sanh-ului. Forțele APV tocmai ocupau poziții pe teren înalt pregătind atacul principal. Batalioanele 2 și 3 din cadrul Regimentului 3 Marină, sub comanda colonelului John P. Lanigan, au întărit baza de la Khe Sanh cu ordine de a împinge nord-vietnamezii jos de pe dealurile 861, 881 Nord și 881 Sud. Forțele nord-vietnameze au fost îndepărtate din zona de lângă Khe Sanh și au pierdut 940 de oameni. Pușcașii marini au pierdut 155 morți și 425 răniți. Pentru a preveni spionarea de către APV a bazei principale de la aerodrom și posibila utilizare a dealurilor din jurul văii Khe Sanh ca poziție de tragere, acestea trebuia să fie permanent ocupate și apărate de elemente separate ale Marinei, ceea ce a dus la rarefierea defensivei.
În urma luptelor de pe dealuri, s-a instalat o liniște relativă în ce privește activitatea APV în zona Khe Sanh. Spre sfârșitul lui mai, forțele marinei au fost din nou reduse de la două batalioane la unul singur, Batalionul 1 din Regimentul 26 Marină. General-locotenentul Robert E. Cushman, Jr. l-a înlocuit pe generalul Walt în funcția de comandant al Forței Expediționare III a Marinei în iunie. La 14 august, colonelul David E. Lownds a preluat comanda Regimentului 26 Marină. Au avut loc acțiuni sporadice în vecinătate la sfârșitul verii și la începutul toamnei, dintre care cele mai grave au fost surprinderea unui convoi cu provizii într-o ambuscadă pe Drumul 9. Aceasta s-a dovedit a fi ultima tentativă terestră de aprovizionare a bazei Khe Sanh până în luna martie a anului următor. În decembrie și la începutul lui ianuarie, au fost observate mai multe unități APV și activitățile lor în zona Khe Sanh, dar sectorul a rămas unul relativ liniștit.

### Decizii
Comandamentul american trebuia hotărască dacă să trimită mai mulți oameni din forța limitată din I Corps pentru apărarea Khe Sanh-ului sau să abandoneze baza. Generalul Westmoreland considera că alegerea este una simplă. În memoriile sale, el a dat motivele pentru continuarea efortului: 
| “ | Khe Sanh poate servi drept bază de patrulare pentru blocarea infiltrării inamicului dinspre Laos pe Drumul 9; ca bază pentru operațiunile SOG de hărțuire a inamicului în Laos; ca aerodrom pentru avioanele de recunoaștere care observă Drumul Ho Chi Minh; ca ancoră vestică pentru sistemele defensive de la sud de zona demilitarizată; drept cap de pod pentru operațiunile terestre de întrerupere a Drumului Ho Chi Minh.” | ” |

Ofițerii superiori ai Marinei nu erau, însă, de aceeași părere. Generalul Cushman, noul comandant al Forței Expediționare Amfibii III Marină, îl susținea pe Westmoreland (probabil în scopul ameliorării relațiilor între Marină și Forțele Terestre după plecarea lui Walt). Argumentele ofițerilor de Marină împotriva păstrării bazelor erau: faptul că pericolul real pentru I Corps era amenințarea directă a orașului Quang Tri și a altor zone urbane; faptul că o defensivă împotriva infiltrării era inutilă, deoarece APV poate folosi multe alte rute de infiltrare; faptul că baza era prea izolată și că pușcașii marini „nu aveau nici elicoptere, oameni sau baze logistice pentru asemenea operațiuni … Vremea era un alt factor critic, deoarece vizibilitatea redusă și norii deși în preajma sezonului musonic fac operațiunile cel puțin periculoase.” Generalul de brigadă Lowell English (comandant adjunct al Diviziei 3 Marină) s-a plâns că apărarea acestui post izolat ar fi ridicolă. „Când ești la Khe Sanh, de fapt nu ești nicăieri. Poți să o pierzi și de fapt n-ai pierdut nimic.”
Din punctul de vedere al lui Westmoreland, însă, el trebuia doar să știe că APV a masat un număr mare de combatanți pentru o bătălie simplă. Baza se afla și într-o zonă nepopulată, unde puterea de tragere a americanilor putea fi folosită la maximum fără a trebui să aibă grijă de populația civilă folosită ca paravan de nord-vietnamezi. Ocazia de a ataca și de a distruge un inamic care până atunci îi scăpase și care acum se deplasa spre un punct fix promitea o victorie fără precedent.

## Desfășurarea ostilităților

### Strângerea forțelor
Serviciile de informații ale marinei au confirmat că, în decurs de aproximativ o săptămână, Divizia 325 APV se deplasase în vecinătatea bazei și încă două divizii se aflau în apropierea lor. Divizia 324 se afla în zona demilitarizată aflată la 16–25 km nord de Khe Sanh în timp ce Divizia 320 se afla suficient de aproape pentru a oferi susținere dinspre nord-est. Acestea erau susținute logistic de Drumul Ho Chi Minh. Ca rezultat al aflării acestor informații baza Khe Sanh a fost întărită la 13 decembrie cu Batalionul 1 din Regimentul 9 Marină.
La pozițiile aflate la vest de Dealul 881 Sud și la nord de creasta Co Roc, dincolo de granița cu Laos, nord-vietnamezii au ocupat poziții de artilerie, rachete și mortiere de pe care să lanseze atacuri trăgând asupra bazei și oferind acoperire pentru operațiunile de pe teren. Acestea au profitat de vremea rea și de musonul de iarnă.

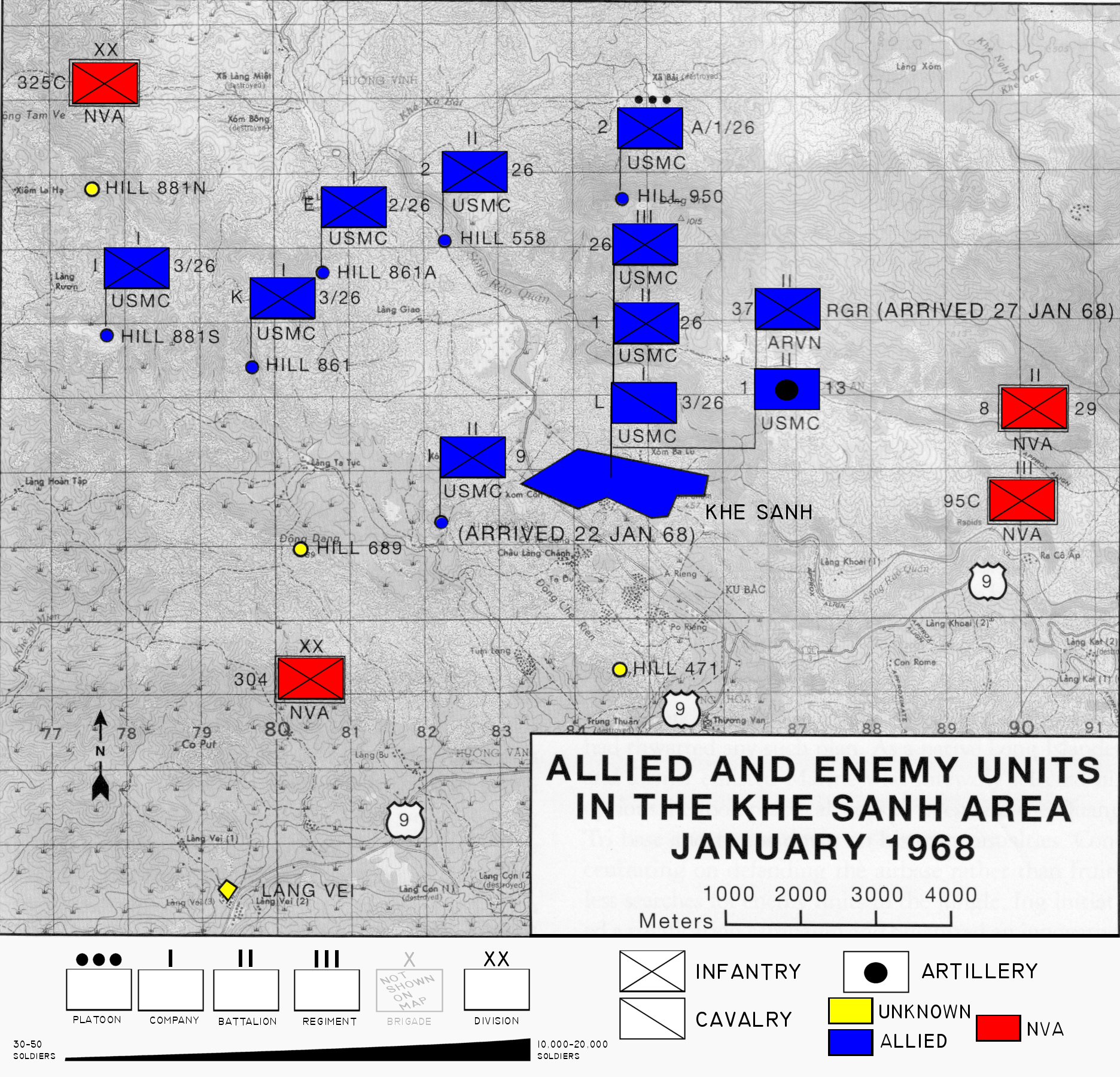
Dispunerea forţelor în ianuarie 1968

În timpul nopții ploioase de 2 ianuarie 1968, șase oameni îmbrăcați în uniforme negre au fost văzuți în afara gardului de sârmă al bazei principale de către membrii unui post de ascultare. După ce nu au răspuns la apel, s-a tras asupra lor și cinci au murit pe loc în vreme ce al șaselea, deși rănit, a fugit. Acest eveniment l-a determinat pe generalul Cushman să aducă întăriri colonelului Lownds cu restul Batalionului 2 din Regimentul 26 Marină. A fost prima dată când toate cele trei batalioane ale Regimentului 26 Marină au luptat împreună de la bătălia de la Iwo Jima din al Doilea Război Mondial. Pentru a acoperi o manevră lângă Râul Rao Quan, Companiile Foxtrot, Golf, Hotel și H&S ale batalionului 2 au fost trimise imediat pentru a ocupa Dealul 558, Compania Echo din același batalion ocupând Dealul 861A.
La 20 ianuarie, La Thanh Ton, un locotenent APV din Compania 14 Antiaeriană din cadrul Diviziei 325, a dezertat la baza americană și a dat în vileag planurile pentru o întreagă serie de atacuri nord-vietnameze. Dealurile 881 Sud, 861, precum și baza principală însăși urmau să fie atacate simultan în aceeași seară. La ora 00:30 în ziua de 21 ianuarie, Dealul 861 a fost atacat de aproximativ 300 de soldați nord-vietnamezi. Pușcașii marini erau, însă, pregătiți. Infanteria nord-vietnameză, deși susținută din flancuri de tirul de artilerie, a reușit, totuși, să penetreze perimetrul defensiv și a fost respinsă doar după lupte dure corp la corp.
Baza principală a fost, apoi, supusă unui foc intens de rachete și mortiere. Sute de proiectile de mortier și de rachete de 122 mm au lovit baza, dărâmând mare parte din structurile de deasupra solului. Unul dintre primele proiectile inamice a declanșat o explozie în depozitul de muniții. Multe proiectile de mortier și de artilerie stocate acolo au fost aruncate în aer și au explodat la impact în interiorul bazei. La scurt timp după aceasta, un alt proiectil a lovit niște containere de gaz lacrimogen CS, care a saturat întreaga zonă. La câteva ore după încetarea bombardamentului, baza era încă în pericol. La orele 10:00, o mare cantitate de explozibil C-4 a luat foc, eveniment soldat cu o nouă serie de explozii. Forțele APV nu au profitat, însă, de ocazia de a lansa un atac terestru.

Simultan cu bombardmentul bazei, a fost lansat un atac împotriva cartierului general al Districtului Huong Hoa. Acolo, părți din Regimenul 66, Divizia 304 APV au avut de înfruntat trupe sud-vietnameze bru și din Forța Regională conduse de consilieri militari, precum și primul pluton de pușcași marini din Compania Oscar, membră a Combined Action Program sau CAP. Compania Oscar era comandată de locotenentul Thomas Stamper, iar O-1 era condusă de sergentul John Balanco. (Un alt pluton CAP Oscar, O-2, comandat de sg. Roy Harper, cantonat la capătul vestic al satului Khe Sanh aflat pe marginea nordică a Drumului 9, a fost atacat simultan. Aceștia au respins inamicul, după care a făcut joncțiunea cu plutonul O-1 Marină la cartierul general al Districtului. Oscar-3, lângă bază, a fost pus în alertă, dar nu a fost atacat.) Forțele au reușit să reziste până în dimineața zilei de 22, când au fost trimise elicoptere pentru evacuarea lor. Pușcașii marini din CAP și consilierii militari au aflat cu uimire că „nici cei din Forța Regională, nici sud-vietnamezii bru cu armele lor nu vor fi luați cu elicopterul și duși la bază”. Un căpitan al Forțelor Terestre americane, Bruce B. G. Clarke, consilier senior al Districtului Huong Hoa, și medicul echipei sale, Jim Perry, au refuzat evacuarea în aceste condiții și s-au deplasat cu oamenii lor la baza SOG, FOB 3 (aflată lângă baza de luptă Khe Sanh) pe o potecă ascunsă. Forțele speciale din FOB 3 au folosit soldați bru din programul CIDG și au acceptat și ajutorul pușcașilor marini de la CAP Oscar care au luptat împreună cu ei și au efectuat patrulări pe tot parcursul asediului.
Acest atac a arătat că Divizia 304 APV tocmai sosise din Vietnamul de Nord cu toate cele trei regimente, 9, 24, 66, împreună cu Regimentul 68B Artilerie și cu Batalionul 14 Antiaerian. Ele erau susținute de Batalionul 24 Artilerie. Divizia a ocupat poziții la sud-vest de bază. Nu se știe, însă, exact care unități de infanterie ale Diviziei 325 au rămas în sectorul Khe Sanh. Un studiu sud-vietnamez efectuat după bătălie a arătat că la Khe Sanh rămăsese un singur regiment, 95C. Conform acestui studiu, două regimente ale altor divizii au ocupat poziții de-a lungul Drumului 9 la est de bază. Acestea erau Regimentul 31 din Divizia 341 și posibil încă un regiment al Diviziei 324. Două batalioane ale Regimentului 3 s-au mutat ulterior spre sud către Hue pentru a participa la lupta pentru acel oraș în fazele ulterioare ale Ofensivei de Tết.
Pentru a elimina orice amenințare la adresa flancului lor, nord-vietnamezii au decis să atace batalionul laoțian BV-33, aflat la Ban Houei Sane, pe Drumul 9 în Laos. Batalionul a fost atacat în noaptea de 23 ianuarie de trei batalioane APV susținute de șapte tancuri. Laoțienii au fost învinși, și mulți s-au retras la tabăra Forțelor Speciale americane din Lang Vei. Această acțiune din Laos, și nu atacul de la Lang Vei de după trei zile, a marcat primul moment când nord-vietnamezii au angajat vehicule blindate în luptă. 
Datorită sosirii Diviziei 304, baza Khe Sanh a primit întăriri de la Batalionul 1 din Regimentul 9 Marină la 22 ianuarie. După încă cinci zile, au sosit ultimele întăriri sub forma Batalionului 37 Vânători al armatei sud-vietnameze, din motive mai mult politice decât tactice. Artileria APV și-a făcut debutul pe teatrul de luptă la 24 ianuarie, când un bombardament al tunurilor de 100 mm și 152 mm a început cu Dealul 881 Sud, a trecut apoi la Dealul 861, și apoi spre baza principală. Americanii și sud-vietnamezii s-au poziționat defensiv în speranța că armistițiul de Tết (anul nou vietnamez) planificat pentru 29–31 ianuarie le va aduce un respiro. În dupăamiaza de 29 ianuarie, însă, Divizia 3 Marină a anunțat pe cei de la Khe Sanh că armistițiul a fost anulat. Urma să înceapă Ofensiva de Tết.

### OperațiuneaNiagara
În luna ianuarie, senzorii electronici proaspăt instalați pentru Operațiunea Muscle Shoals (redenumită apoi Igloo White), care erau în curs de testare și evaluare în sud-estul Laosului, au fost alertați de creșterea activității APV de-a lungul Drumului Ho Chi Minh în dreptul colțului nord-vestic al Vietnamului de Sud. Din cauza naturii acestor activități și din cauza riscului la care era expusă baza Khe Sanh din cauza lor, generalul Westmoreland a ordonat Operațiunea Niagara I, operațiune de colectare de informații despre activitățile APV din vecinătatea văii Khe Sanh.
Niagara I a luat sfârșit în a treia săptămână a lui ianuarie, și în data de 21 (ziua primului tir de artilerie al APV) s-a lansat următoarea fază a operațiunii, Niagara II. Centrul de Susținere Aeriană Directă (Direct Air Support Center — DASC) al Marinei, aflat la baza Khe Sanh, era responsabil de coordonarea atacurilor aeriene cu tirul artileriei. Un centru aeropurtat de comandă al câmpului de luptă (ABCCC), sub forma unui avion C-130, a dirijat bombardierele spre avioanele de recunoaștere de la forward air control (FAC) care, la rândul lor, le-au dirijat spre țintele pe care le-au identificat ele sau despre care au primit mesaje prin radio din partea unităților de la sol. Când atacurile dirijate de FAC erau împiedicate de vremea nefavorabilă, bombardierele erau dirijate fie de un radar al Marinei de tip AN/TPQ-10 de la baza Khe Sanh, fie de stațiile Air Force Combat Skyspot MSQ-77. Acest sistem pe bază de LORAN putea dirija avioanele spre țintele lor chiar și pe întuneric sau pe vizibilitate zero.

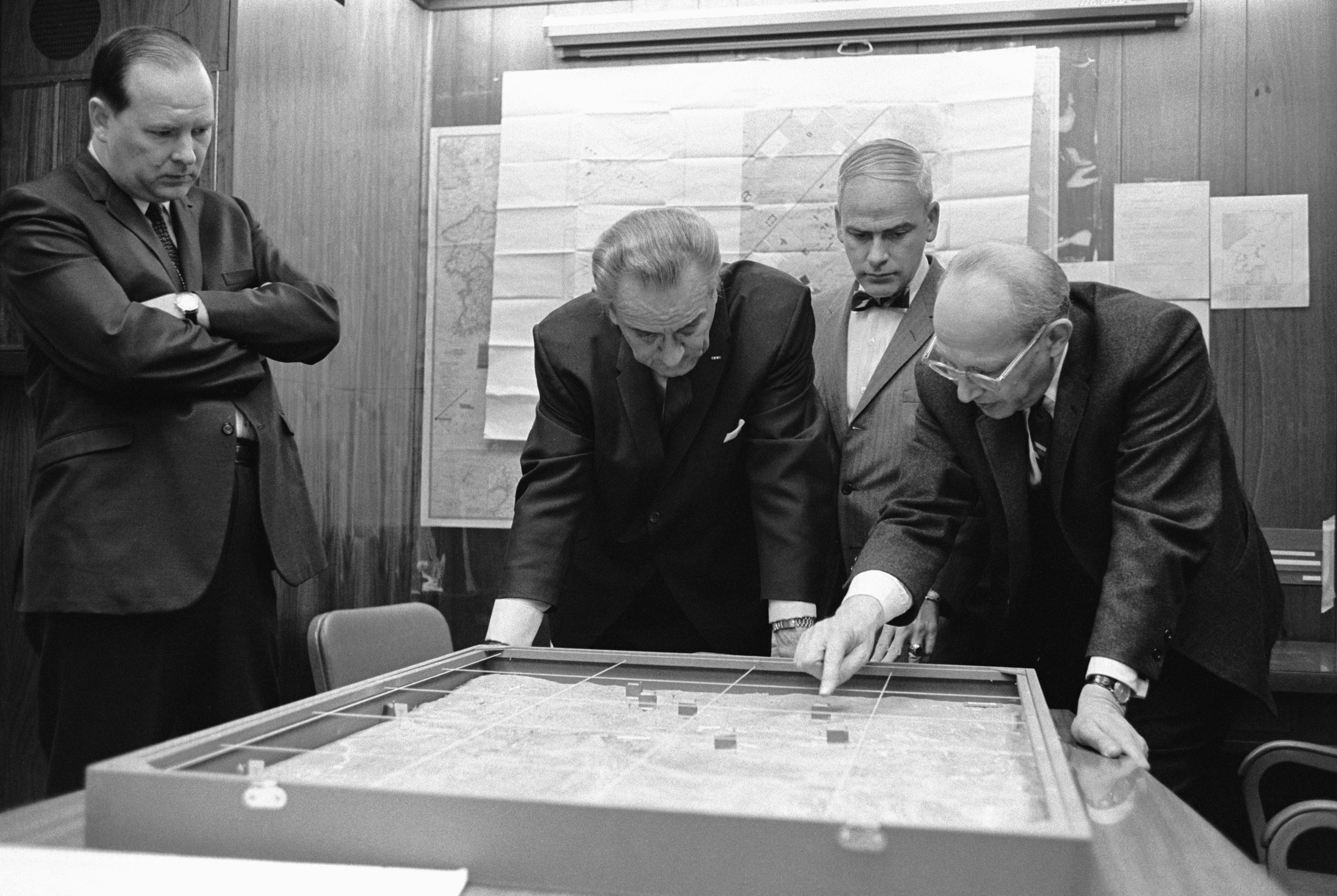
Consilierul pe probleme de Securitate Naţională Walt W. Rostow arătându-i președintelui Lyndon B. Johnson un model al zonei Khe Sanh la 15 februarie 1968

Astfel a început ceea ce mulți au considerat „cea mai mare concentrare de putere de foc aeriană din istoria războaielor”. În oricare zi, 350 de bombardiere-avioane de vânătoare tactice, 60 de B-52-uri și 30 de avioane ușoare de recunoaștere au operat deasupra bazei. Westmoreland deja ordonase grupului de la Igloo White să ajute apărarea pușcașilor marini. La 22 ianuarie, au fost eliberați primii senzori și, până la sfârșitul lunii, 316 senzori seismici și acustici fuseseră amplasați în 44 de șiruri. Senzorii erau plantați de o escadrilă naval special, Observation Squadron Sixty-Seven (Escadrila de Observație Șaizeci și Șapte, VO-67). Pușcașii marini din bază au primit 40% din totalul de informații necesar coordonării focului de suport din partea acestor senzori.

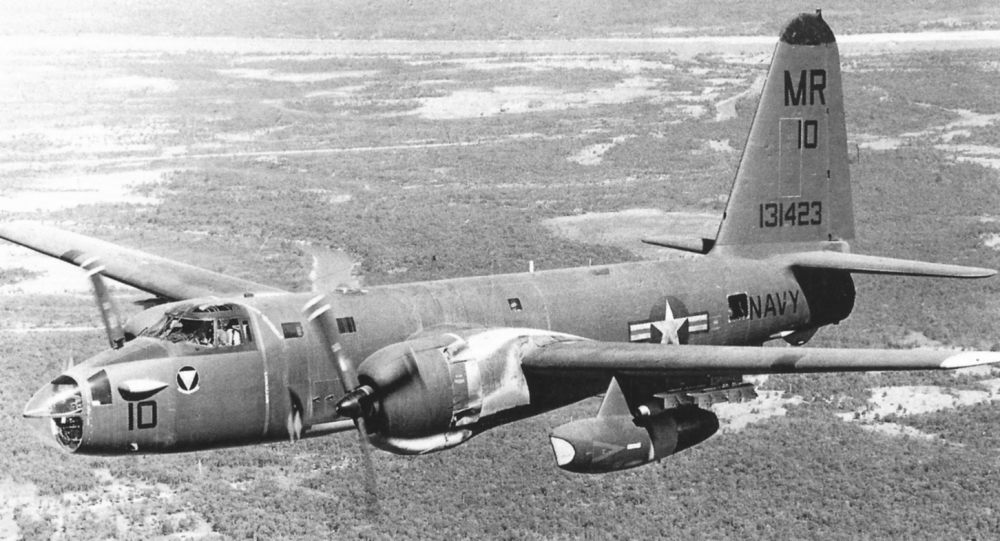
OP-2E Neptune de la VO-67 al Marinei americane, o variantă de bombardier naval şi antisubmarin de patrulare, proiectat special pentru misiunile Muscle Shoals.

Până la sfârșitul bătăliei de la Khe Sanh, Forțele Aeriene ale SUA efectuaseră 9.691 zboruri operative și lansaseră 14.223 tone de bombe asupra țintelor din zona Khe Sanh. Aviatorii Marinei efectuaseră 7.098 de misiuni de zbor și lansaseră 17.015 tone de bombe. Echipajele aeriene navale, dintre care multe au fost redirecționate de la Operațiunea Rolling Thunder împotriva Vietnamului de Nord, au efectuat 5.337 de zboruri, lansând 7.941 tone de proiectile în zonă.
La 1 februarie, generalul Earle G. Wheeler, președintele Statului Major General, i-a pus în vedere lui Westmoreland problema „utilizării armelor nucleare tactice în cazul în care situația de la Khe Sanh ar deveni disperată.” Westmoreland a răspuns că utilizarea lor probabil că nu va fi necesară, dar a adăugat că în cazul unei schimbări dramatice de situație, „văd cum fie arme nucleare tactice, fie agenți chimici ar putea candida la folosire.” Westmoreland a înființat apoi un mic grup de studiu pentru a examina consecințele a ceea ce a primit porecla de Fracture Jaw (falcă fracturată). Westmoreland a scris apoi că „Washington se temea atât de mult ca nu cumva să se afle în presă, încât mi s-a cerut să opresc totul.
În timp ce în jurul bazei se duceau lupte din ce în ce mai grele, aveau loc și alte ciocniri coordonate de cartierul general din Hue/Phu Bai, de la Saigon și de la Pentagon. Se ducea chiar o intensă luptă între diferitele servicii guvernamentale pentru controlul asupra materialului aviației care susținea nu doar baza de la Khe Sanh, ci întregul efort american din Asia de Sud-Est. Westmoreland îi dăduse comandantului său adjunct pentru operațiuni aeriene, generalul de aviație William W. Momyer, responsabilitatea de a coordona operațiunile aeriene de susținere de la Khe Sanh. Comandanții de la Marină au fost deranjați de aceasta, deoarece ei aveau propriile escadrile de aviație ce operau sub propriile politici de susținere aeriană. Marina se ferea să cedeze autoritatea asupra avioanelor sale unui general al Forțelor Aeriene.
Structura de comandă folosită în Asia de Sud-Est încălca principiul de bază al politicii Forțelor Aeriene, cel al unicului administrator al spațiului aerian. Conform acestuia, un singur cartier general trebuie să aloce și să coordoneze resursele atacurilor aeriene, distribuindu-le acolo unde le consideră necesare și apoi transferându-le în altă parte după necesități. Marina, ale cărei avioane și politici erau circumscrise operațiunilor ei, nu aveau un astfel de control centralizat. La 19 ianuarie, Westmoreland a cerut superiorilor săi controlul asupra Forțelor Aeriene. Cererea sa a ajuns la CINCPAC în Honolulu și acolo a rămas.
Între timp, Westmoreland, comandantul Marine Corps Leonard F. Chapman, Jr. și Șeful Statului Major al Forțelor Terestre Harold K. Johnson au intrat în polemici. Johnson a susținut poziția Marinei deoarece dorea protejarea echipamentelor Forțelor Terestre de administrația Forțelor Aeriene. Westmoreland a mers până într-acolo încât a amenințat cu demisia în caz că dorințele sale nu sunt respectate. Ca rezultat, la 7 martie, pentru prima dată în timpul Războiului din Vietnam, operațiunile aeriene au fost puse sub comandă unică.

### Căderea Lang Veiului
Ofensiva de Tet a fost lansată prematur în unele zone la 30 ianuarie. În noaptea următoare, un val masiv de atacuri APV/FNE a lovit Vietnamul de Sud, cu excepția Khe Sanh-ului. Lansarea celei mai mari ofensive a inamicului nu l-a făcut pe Westmoreland să scape din atenție baza de la Khe Sanh. Un comunicat de presă pregătit a doua zi (dar care nu a fost publicat), în momentul culminant al ofensivei de Tet, stipula: „Inamicul încearcă să deruteze …bănuiesc că încearcă și să distragă atenția tuturor de la cea mai mare amenințare, partea nordică a I Corps. Dați-mi voie să vă avertizez să nu vă lăsați derutați.”
Pentru Beretele Verzi din Detașamentul A-101 și cele patru companii de bru cantonate la Vei nu fusese prea multă activitate (cu excepția patrulelor) în timpul bătăliei. Aceasta s-a schimbat radical la orele dimineții de 7 februarie. Americanii fuseseră avertizați de către refugiații laoțieni din tabăra BV-33 de prezența blindatelor APV în zonă. Deși se știa că APV deține două regimente de blindate, ea nu desfășurase încă nicio unitate de blindate în Vietnamul de Sud și, în plus, americanii considerau că este imposibil ca una dintre acestea să ajungă la Khe Sanh fără a fi observată de avioanele de recunoaștere.
Chiar și după avertismentele refugiaților, atacul a 12 tancuri asupra soldaților din Forțele Speciale de la Lang Vei a fost o surpriză. Tancurile amfibii PT-76 de fabricație sovietică din dotarea Regimentului 202 Blindate al APV a lovit sistemele defensive, susținute de un asalt de infanterie al Batalionului 7 din Regimentul 66 și de Batalionul 4 al Regimentului 24, ambele din cadrul Diviziei 304. Forțele terestre fuseseră echipate special pentru atac cu ranițe de grenade, gaze lacrimogene și aruncătoare de flăcări. Deși principalele sisteme defensive ale taberei au fost cucerite în doar 13 minute, luptele au durat câteva ore, timp în care cei de la Forțele Speciale împreună cu aliații lor bru au reușit să distrugă cel puțin cinci tancuri.
Pușcașii marini de la Khe Sanh aveau un plan pergătit pentru trimiterea de întăriri în asemenea cazuri, dar colonelul Lowndes, de teama unei ambuscade nord-vietnameze, a refuzat să-l pună în practică. Lowndes a respins și o propunere de a lansa o operațiune de salvare a supraviețuitorilor cu elicopterul. Într-o ședință ținută la Da Nang la 07:00 a doua zi dimineața, generalii Westmoreland și Cushman au acceptat decizia lui Lowndes. Locotenent-colonelul de infanterie Jonathan Ladd (comandant al Grupului 5 al Forțelor Speciale), care abia sosise de la Khe Sanh, s-a declarat „uimit că pușcașii marini, care se mândreau că niciodată nu lasă pe nimeni în urmă, erau dispuși să sacrifice toate Beretele Verzi și să ingore pur și simplu căderea Lang Veiului.”

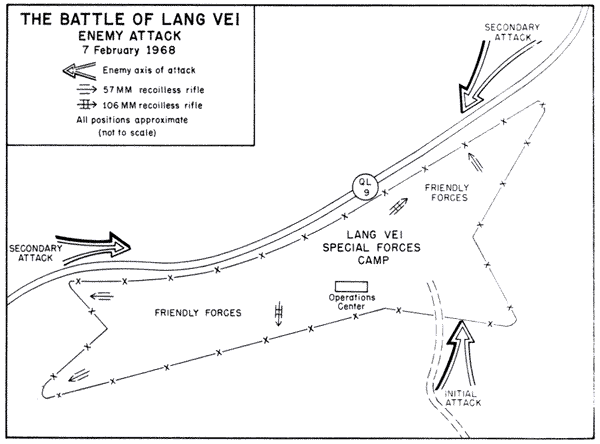
Atacul de la Lang Vei

Ladd și comandantul bazei de recunoaștere (care fusese incorporată în sistemul defensiv al bazei de la Khe Sanh) a propus ca, dacă pușcașii marini furnizează elicopterele, the oamenii SOG care efectuau misiuni de recunoaștere să meargă ei să recupereze supraviețuitorii. Pușcașii marini au continuat să se opună operațiunii până când Westmoreland i-a ordonat personal lui Cushman să permită operațiunea de salvare. Abia la orele 15:00 s-a lansat operațiunea de suport, care a avut succes. Dintre cei 500 de soldați bru ai CIDG aflați în Lang Vei, 200 fuseseră uciși sau dispăruseră, iar alți 75 fuseseră răniți. Dintre cei 24 de americani din tabără, zece muriseră și 11 erau răniți.
Colonelul Lownds a produs furia personalului Forțelor Speciale atunci când supraviețuitorii sud-vietnamezi de la Lang Vei, familiile lor, refugiații civili din zonă și supraviețuitorii laoțieni din tabăra de la Ban Houei Sane au ajuns la poarta bazei de la Khe Sanh. Lownds s-a temut că APV a infiltrat oameni printre cei peste 6000 de refugiați. Spre surprinderea personalului SOG și CAP, combatanții indigeni au fost dezarmați și obligați să stea sub pază în craterele obuzelor. Neprimind hrană și apă, mulți dintre laoțieni s-au întors și au plecat pe jos pe Drumul 9 către Laos.
Soldații bru au fost excluși de la evacuarea din zonele înalte printr-un ordin al comandantului I Corps al armatei sud-vietnameze, care a hotărât că niciunui bru nu i se va permite să coboare în zonele joase. Colonelul Ladd, aflat la fața locului, a raportat că pușcașii marini cred că „nu pot avea încredere în niciun gălbejit din tabără” 

### Logistică și susținere
Colonelul Lownds a estimat necesitățile logistice ale bazei de la Khe Sanh la 60 de tone de muniție pe zi la jumătatea lui ianuarie, estimare ce a crescut la 185 tone pe zi în momentul când toate cele cinci batalioane erau desfășurate. Cele mai mari impedimente privind livrarea proviziilor și muniției la bază erau închiderea Drumului 9 și vremea nefavorabilă cauzată de musonul de iarnă. De la începutul bătăliei până la începutul lui martie, zona era acoperită de ceață și nori de joasă altitudine de dimineața până aproape de prânz. Chiar și atunci, plafonul de nori se ridica rareori la mai sus de 700 m, și doar cei mai îndrăzneți aviatori cutezau să se aventureze până la acel aerodrom. 

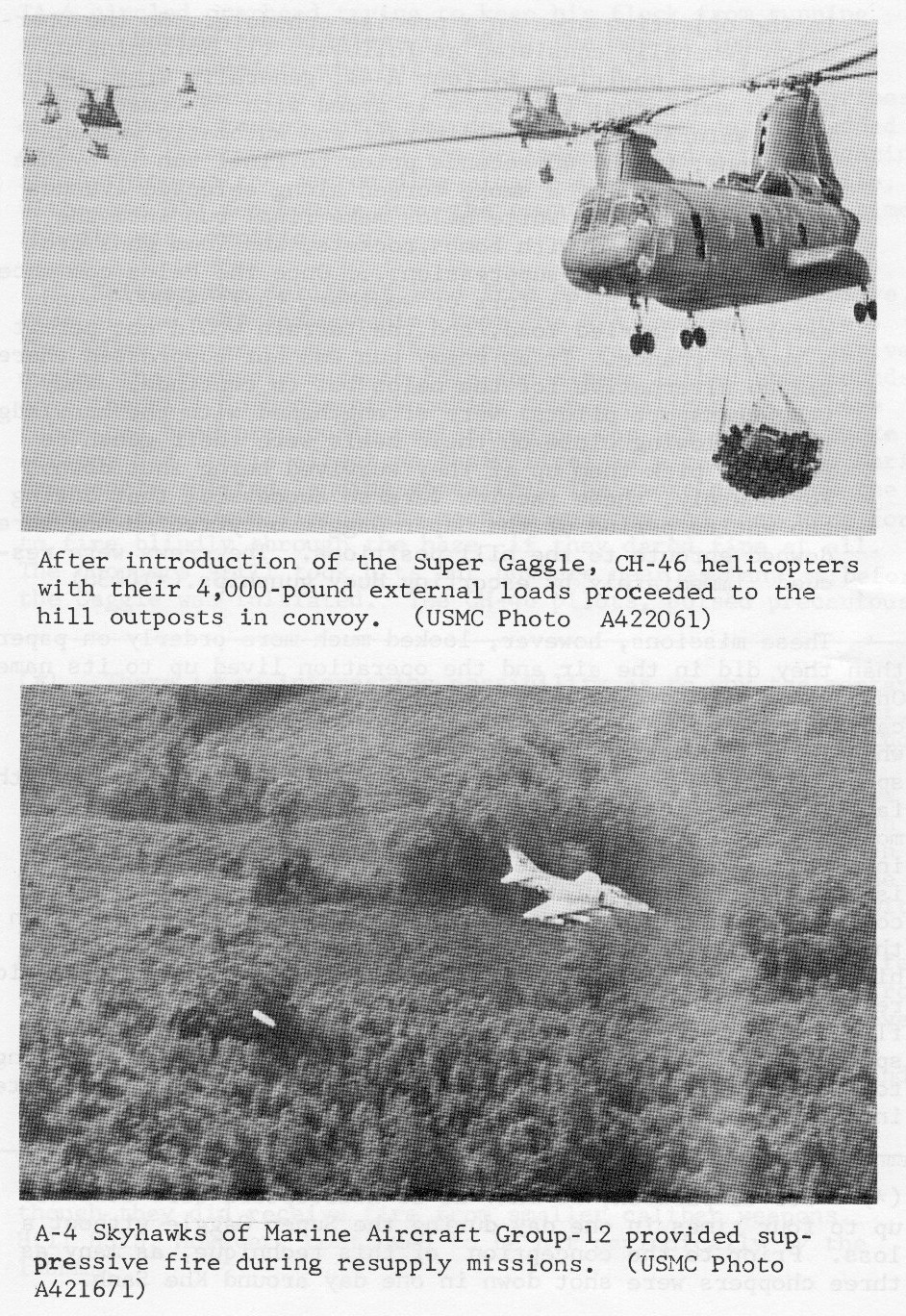
Super Gaggle. Sus: elicoptere CH-46 Sea Knight cu încărcături; jos: avion A-4 Skyhawk furnizând foc de acoperire.

Orice aeronavă care înfrunta vremea și încerca să aterizeze era supusă tirului nord-vietnamez antiaerian la coborâre. După ce avionul ateriza, el devenea ținta tirului de mortiere și artilerie al APV. Aceleași probleme le întâmpinau și la plecare. Ca rezultat, 65 la sută din toate proviziile erau parașutate din avioane C-130. Forțele Aeriene au afirmat că, pe parcursul asediului, 14.356 de tone de provizii au fost livrate la Khe Sanh pe calea aerului (din care 8.120 tone au fost parașutate). Înregistrările Regimentului de Aviație 1 Marină indică faptul că unitatea a livrat 4.661 tone de încărcătură la KSCB.
Aprovizionarea numeroaselor avanposturi izolate pe dealuri a fost supusă acelorași dificultăți și pericole. Tirul unităților antiaeriene ale APV a avariat mai multe elicoptere care au încercat. Pușcașii marini au găsit în conceptul Super Gaggle o soluție la această problemă. 12 bombardiere de vânătoare A-4 Skyhawk acopereau zboruri masive de câte 12–16 elicoptere, care aprovizionau mai multe dealuri simultan. Adoptarea acestui concept la sfârșitul lui februarie a fost punctul de cotitură în efortul de aprovizionare. După aceasta, elicopterele marine au adus 465 tone de provizii în luna februarie. Când s-a ameliorat vremea în martie, cantitatea a crescut la 40 de tone pe zi.
Pe măsură ce au fost alocate mai multe unități de infanterie pentru apărarea KSCB, întăririle artileriei au ținut pasul. Până la începutul lui ianuarie, apărătorii puteau conta pe susținerea a 46 de piese de artilerie de diferite calibre, cinci tancuri dotate cu tunuri de 90 mm și pe 92 de turele fără recul de 106 mm montate pe vehicule antitanc. Baza putea conta și pe susținerea tunurilor de 175 mm ale Forțelor Terestre americane aflate la Camp Carrol, la est de Khe Sanh. De-a lungul bătăliei, artileriștii Marinei au tras 158.891 de focuri. Analiza tirului de artilerie al APV efectuată de Marina americană a dezvăluit faptul că tunarii APV trăseseră în total 10.908 salve de mortier sau de artilerie și rachete înspre pozițiile Marinei.

### Ultimele atacuri
În noaptea în care a căzut Lang Vei, trei companii ale regimentului 101D al APV, au luat pozițiile pentru a ataca  Alpha-1, un avanpost aflat în apropierea bazei Khe Sanh, apărat de 66 oameni din Regimentul 9 Marină. Sub acoperirea unui baraj de mortiere, nord-vietnamezii au străpuns perimetrul și i-au împins pe restul de 30 de apărători înspre punctul sud-vestic al structurii defensive. Dintr-un motiv necunoscut, soldații APV nu au profitat de avantaj să elimine grupul. O forță de întărire a plecat din baza principală și i-a atacat pe sud-vietnamezi, forțându-i să se retragă spre o zonă unde erau expuși focului artileriei și tancurilor.
La 23 februarie, KSCB a suferit cel mai violent bombardament din întreaga bătălie. Într-o singură perioadă de opt ore, baza a fost lovită de 1.307 proiectile nord-vietnameze, dintre care majoritatea au provenit din piesele de artilerie de 130 mm (utilizate pentru prima oară în luptă) și de 152 mm care trăgeau din Laos. Bombardmentului i-au căzut victime zece morți și 51 de răniți. După două zile, au apărut primele tranșee ale APV, înspre nord, până la 25 de metri de perimetrul bazei. În aceeași zi, o patrulă din Batalionul 1 Compania Bravo, Regimentul 26 Marină a fost surprinsă într-o ambuscadă de o forță APV estimată a avea o mărime de ordinul unui batalion. Contactul s-a soldat cu moartea a nouă pușcași marini, rănirea altor 25, și dispariția a altor 19.

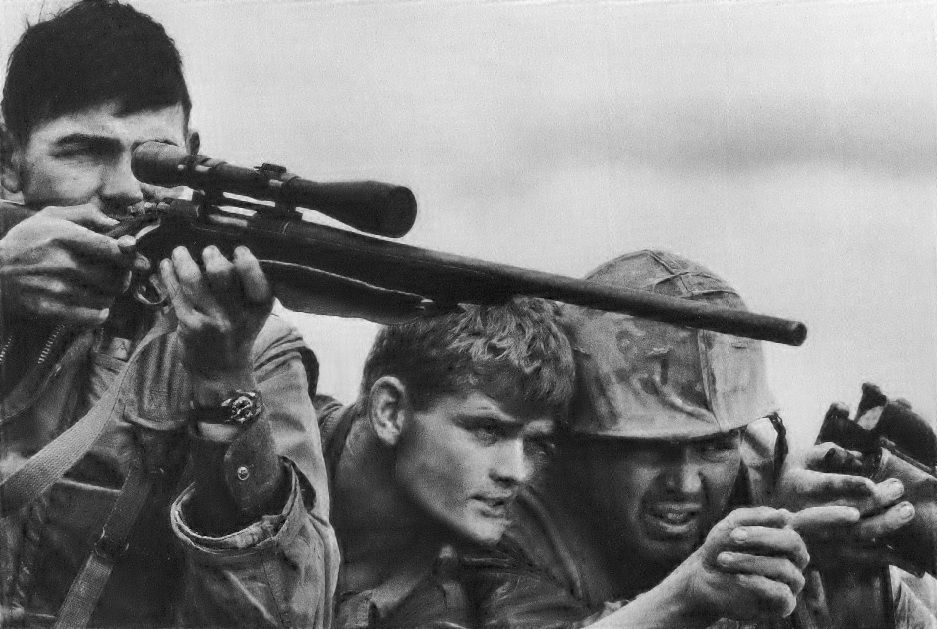
Echipă de lunetişti ai Marinei americane caută ţinte în valea Khe Sanh

La sfârșitul lui februarie, serviciile americane de informații au postulat că Regimentul 66, Divizia 304 APV era în curs de pregătire a unui atac asupra pozițiilor Batalionului 37 Vânători, pe perimetrul estic. În noaptea de 28 februarie, baza de la Khe Sanh a declanșat tir de artilerie și atacuri aeriene împotriva tuturor posibilelor zone de pregătire și rutelor pe care nord-vietnamezii pot ataca. La 21:30, atacul nord-vietnamez a venit, dar el a fost oprit de armele reduse ale vânătorilor, susținuți de mii de focuri de artilerie și de atacuri aeriene. Alte două atacuri au fost oprite dimineața înainte ca nord-vietnamezii să se retragă într-un final. APV, însă, nu terminase lupta cu sud-vietnamezii. În luna martie, au fost lansate alte cinci atacuri împotriva sectorului defensiv al acestora.
Până la jumătatea lui martie, serviciile de informații ale Marinei au început să observe un exod al unităților APV din sectorul Khe Sanh. Cartierul General Divizionar 325C a fost primul care a plecat, urmat de Regimentele 95C și 101D, toate reamplasate spre vest. În același timp, Divizia 304 s-a retras către sud-vest. Bătălia, însă, nu se terminase. La 22 martie, peste 1.000 de proiectile nord-vietnameze au căzut în bază și, încă o dată, a fost detonat un depozit de muniție.
La 30 martie, Compania Bravo din Regimentul 26 Marină a lansat un atac către poziția ambuscadei în care muriseră mulți dintre camarazi ai lor la 25 februarie. După un tir al celor nouă baterii de artilerie, atacul pușcașilor marini a avansat prin tranșeele APV, dar aceștia nu au găsit rămășițele celor din patrula prinsă în ambuscadă. Atacul s-a soldat cu moartea a 115 nord-vietnamezi și a 10 americani; aceștia din urmă au pierdut și 100 răniți și doi dispăruți. La 08:00 a doua zi, Operațiunea Scotland a luat sfârșit. Controlul operațional asupra zonei Khe Sanh a fost predat Diviziei 1 Cavalerie Aeriană a Armatei SUA pe toată durata Operațiunii Pegasus.
Operațiunea Scotland, începută la 1 noiembrie 1967, a înregistrat ca pierderi: 205 morți în luptă, 1.668 răniți și 25 dispăruți presupuși morți. Aceste cifre nu includ pierderile din rândul soldaților Forțelor Speciale de la Lang Vei, echipajele aeriene dispărute sau ucise în zonă și nici pușcașii marini uciși sau răniți în timp ce intrau sau ieșeau din bază la bordul avioanelor sau elicopterelor. În ce privește pierderile nord-vietnamezilor, au fost numărate 1.602 cadavre, au fost luați șapte prizonieri, și doi inamici s-au alăturat forțelor aliate pe parcursul operațiunii. Serviciile de informații americane au estimat că între 10.000 și 15.000 soldați APV au murit în timpul operațiunii. Aceste estimări au fost, însă, efectuate aproape exclusiv pe baza surselor indirecte de informații: informații de la senzori, observarea exploziilor secundare, rapoartele detectoarelor sau prizonierilor, și extrapolări sau presupuneri.

## Despresurarea și rezultatele finale

### OperațiuneaPegasus
Încă de la 25 ianuarie 1968 începuseră să se facă planuri pentru despresurarea Khe Sanh-ului cu ajutorul unor acțiuni terestre; atunci, Westmoreland a ordonat generalului John J. Tolson, comandantul Diviziei I Cavalerie Aeriană să pregătească un plan de siguranță. Drumul 9, singura rută practicabilă dinspre est nu era utilizabil din cauza stării sale proaste și din cauza prezenței trupelor nord-vietnameze. Tolson nu s-a bucurat să primească această misiune, deoarece el credea că după Tet cea mai bun lucru de făcut era ca divizia sa să atace în valea A Shau. Westmoreland, planifica, însă, deja pe termen mai lung. Khe Sanh trebuia despresurat și apoi folosit ca punct de declanșare a unor urmăriri ale forțelor inamice în Laos.
La 2 martie, Tolson a ținut o prezentare în care a propus ceea ce avea să fie cunoscut ca Operațiunea Pegasus. Planul operativ al acestei operațiuni, cea mai mare lansată de Forțele Amfibii III Marină până atunci în cadrul conflictului, era unul simplu. Batalionul 2, Regimentul 1 Marină și Batalionul 2, Regimentul 3 Marină aveau să plece din Zona de Aterizare Stud de la Ca Lu (16 kilometri este de Khe Sanh) și să avanseze pe Drumul 9 în timp ce unele părți din Regimentul 1 Cavalerie Aeriană aveau să aplice tactica leapfrogging cu ajutorul elicopterelor, din loc în loc pe drum, atacând punctele strategice din zonă pentru a acoperi avansul pușcașilor marini. Acesta avea să fie susținut de focul a 102 piese de artilerie. Pușcașii marini aveau să fie însoțiți de Batalionul 11 Geniu, care trebuia să repare drumul pe măsură ce americanii avansau. Ulterior Batalionul 1, Regimentul 1 Marină și Forța Aeropurtată 3 a armatei sud-vietnameze (batalioanele aeropurtate 3, 6 și 8) aveau să se alăture operațiunii.
Efortul de despresurare pus la cale de generalul Westmoreland i-a supărat pe ofițerii Marinei, care de la bun început nu intenționaseră să păstreze baza de la Khe Sanh, fiind, în schimb, criticați că nu l-au apărat cum trebuie. Cei de la Marină au arătat mereu că baza Khe Sanh nu fusese de fapt sub asediu, întrucât nu fusese cu adevărat izolată de eforturile de întărire și aprovizionare. Generalul Cushman era indignat de „sugestia unei salvări sau de spargerea asediului cu forțe exterioare”.
Cu toate acestea, la 1 aprilie, s-a declanșat Operațiunea Pegasus. Rezistența opusă de nord-vietnamezi a fost timidă și problema principală care a împiedicat avansul a fost plafonul de nori permanent de la orele dimineții care a încetinit ritmul operățiunilor cu elicoptere. Pe măsură ce forța de despresurare avansa, pușcașii marini de la Khe Sanh s-au deplasat de pe pozițiile lor și au început să patruleze la distanță mai mare de bază. La 6 aprilie, Brigada a treia a Cavaleriei Aeriene a întâlnit o forță APV care le-a blocat drumul și au dus lupte cu aceasta toată ziua.
A doua zi, Brigada a doua din Regimentul 1 Cavalerie Aeriană a capturat vechiul fort francez de lângă satul Khe Sanh după o luptă de trei zile. Legătura între forța de despresurare și pușcașii marini de la KSCB a avut loc la ora 08:00 în dimineața zilei de 8 aprilie, când Batalionul 2, Regimentul 7 Cavalerie a intrat în bază. Batalionul 11 Geniu a declarat Drumul 9 deschis traficului în ziua de 11 aprilie. În acea zi, generalul Tolson a ordonat unității sale să pregătească imediat operațiunile din valea A Shau. La 08:00 în ziua de 15 aprilie, operațiunea Pegasus a fost declarată încheiata. Victimele americanilor s-au ridicat la 92 morți, 667 răniți și cinci dispăruți. 33 de soldați sud-vietnamezi au fost uciși și 187 răniți. Estimările pierderilor APV se cifrează la 1.100 de morți și 13 căzuți prizonieri.
Colonelul Lownds și Regimentul 26 Marină a plecat, lăsând apărarea bazei în sarcina Regimentului 1 Marină. Generalul Westmoreland a continuat să ceară ca baza să rămână ocupată și așa a și rămas până când el a plecat din Vietnam la 11 iunie. Succesorul său, generalul Creighton W. Abrams a lăsat să treacă o săptămână, după care a ordonat inițierea operațiunii Charlie, distrugerea și evacuarea bazei de la Khe Sanh, operațiune încheiată la 6 iulie. Colonelul Lownds și-a făcut ultima sa apariție în istoria Khe Sanh-ului la 23 mai, când a primit, împreună cu sergentul său major, din partea Perședintelui Johnson distincția Presidential Unit Citation în numele Regimentului 26 Marină.

După anunțarea veștii închiderii KSCB, media americană a ridicat imediat chestiunea motivațiilor abandonării ei. S-a pus întrebarea ce s-a schimbat în cele șase luni încât comandanții americani au hotărât abandonarea Khe Sanh-ului în iulie. Explicațiile date de comandamentul de la Saigon erau că 
„inamicul și-a schimbat tacticile și și-a redus forțele; APV își deschisese noi rute de infiltrare; pușcașii marini au acum suficienți oameni și elicoptere pentru a efectua operațiuni mobile; o bază fixă nu mai este necesară.”
În acest moment al conflictului, însă, nevoia Marinei de mobilitate era discutabilă. Retragerea treptată a forțelor americane începută în anul următor și adoptarea vietnamizării au însemnat că, în 1969, „deși abundau ofensivele tactice limitate, participarea armatei americane la război avea să fie limitată la o abordare defensivă.”

### Întrebări fără răspuns
Natura exactă a scopului strategic al Hanoiului în ce privește ofensiva de la Khe Sanh este încă în dispută. John Prados și Ray Stubbe au rezumat întrebările istorice astfel: „fie ofensiva de Tet a fost o diversiune cu scopul de a facilita pregătirile APV/FNE pentru o bătălie decisivă la Khe Sanh, fie Khe Sanh a fost o diversiune cu scopul de a-i distrage atenția lui Westmoreland în zilele dinainte de Tet.”
Alți observatori credeau că asediul servește unei strategii mai complexe a comuniștilor; a atras 30.000 de soldați americani în afara orașelor care erau țintele principale ale ofensivei de Tet.

Dacă APV chiar dorea să cucerească Khe Sanh și dacă bătălia a fost o tentativă de a replica triumful Viet Minh-ului împotriva francezilor în bătălia de la Dien Bien Phu rămân și ele întrebări deschise. Generalul Westmoreland credea că cea de-a doua era adevărată și această convingere a sa a stat la baza dorinței lui de a pregăti un „Dien Bien Phu inversat”. Dacă Hanoiul era dispus să-și maseze trupele într-o zonă geografică limitată, lăsându-le expuse bombardamentelor americane, atunci cu atât mai bine, gândea el.
Cei care sunt de acord cu Westmoreland consideră că este singura explicație pentru angajarea atât de multor forțe de către Hanoi în zonă în loc să le folosească în ofensiva de Tet. Faptul că nord-vietnamezii au angajat doar jumătate din forțele disponibile în această ofensivă (60–70.000 de oameni), dintre care majoritatea erau membri ai FNE, este unul din argumentele folosite în favoarea viziunii lui Westmoreland. Alte teorii spun că forțele din jurul Khe Sanh-ului erau doar o măsură locală de apărare în apropierea zonei demilitarizate, sau că ele serveau drept rezervă în eventualitatea unei ofensive americane în stilul invaziei Incheonului în timpul Războiului din Coreea.
Generalul Abrams a sugerat și el că nord-vietnamezii plănuiesc să replice luptele de la Dien Bien Phu. El credea că acțiunile APV din timpul ofensivei de Tet au demonstrat aceasta. El se sprijină pe argumentul că ar fi durat mai mult să disloce nord-vietnamezii la Huế dacă APV ar fi angajat cele trei divizii de la Khe Sanh în bătălia de acolo (deși PAVN a angajat trei regimente în luptele din sectorul Khe Sanh), în loc să le împartă în două.
O altă interpretare a fost aceea că nord-vietnamezii plănuiau să lucreze la două capete. Dacă puteau lua Khe Sanh, atunci era bine pentru APV; iar dacă nu, atunci cel puțin vor distrage cât de mult posibil atenția forțelor americane și sud-vietnameze din I Corps pentru a facilita ofensiva de Tet. Această părere este susținută de un studiu nord-vietnamez al bătăliei capturat în 1969. Conform acestuia, APV ar fi cucerit Khe Sanh dacă ar fi putut, dar prețul pe care erau dispuși să-l plătească era limitat. Obiectivele lor principale erau uciderea a cât mai mulți soldați americani și izolarea lor în zonele de graniță.

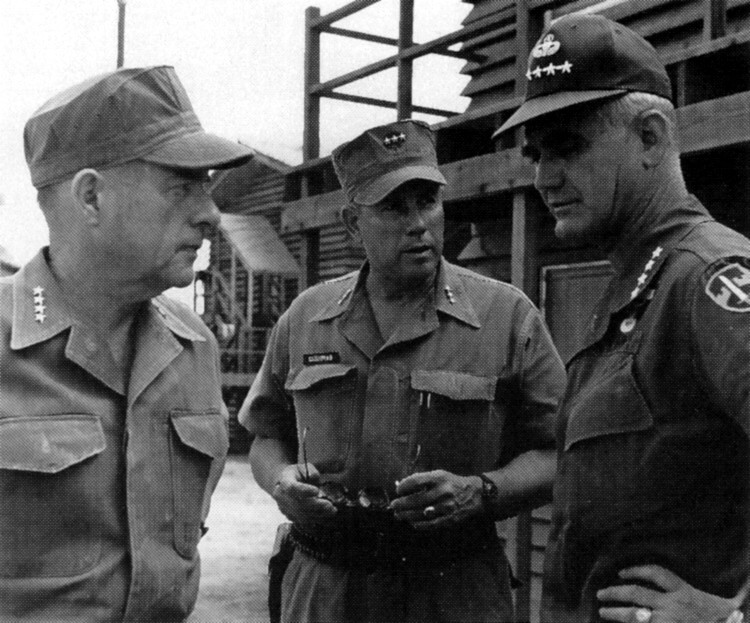
Generalul Wallace Greene, comandantul forţelor de Marină (stânga), general-locotenent Robert Cushman, comandant al Forţelor Amfibii III ale Marinei (centru) şi generalul William Westmoreland (dreapta).

O altă teorie este că acțiunile din jurul Khe Sanh-ului (și celelalte bătălii din zona de graniță) erau o farsă cu scopul de a concentra atenția americanilor asupra graniței. Generalul și istoricul Dave Palmer acceptă acest raționament: „Generalul Giap nu avea nicio intenție să captureze Khe Sanh … a fost un efort simulat, diversionist. Și își îndeplinise scopul magnific de bine.”
Generalul de marină Rathvon M. Tompkins, comandantul Diviziei 3 Marină, a arătat că dacă APV chiar ar fi intenționat să cucerească Khe Sanh, soldații nord-vietnamezi ar fi tăiat singura sursă de apă a bazei, pârâul aflat la 500 de metri în afara perimetrului bazei. Dacă ar fi contaminat apa, transporturile aeriene nu ar fi putut aduce pușcașilor marini suficientă apă proaspătă. General-locotenentul de marină Victor Krulak a susținut ideea că nu a existat nicio intenție serioasă de a cuceri baza arătând că nici resursele de apă și nici liniile de comunicații nu au fost tăiate de nord-vietnamezi.

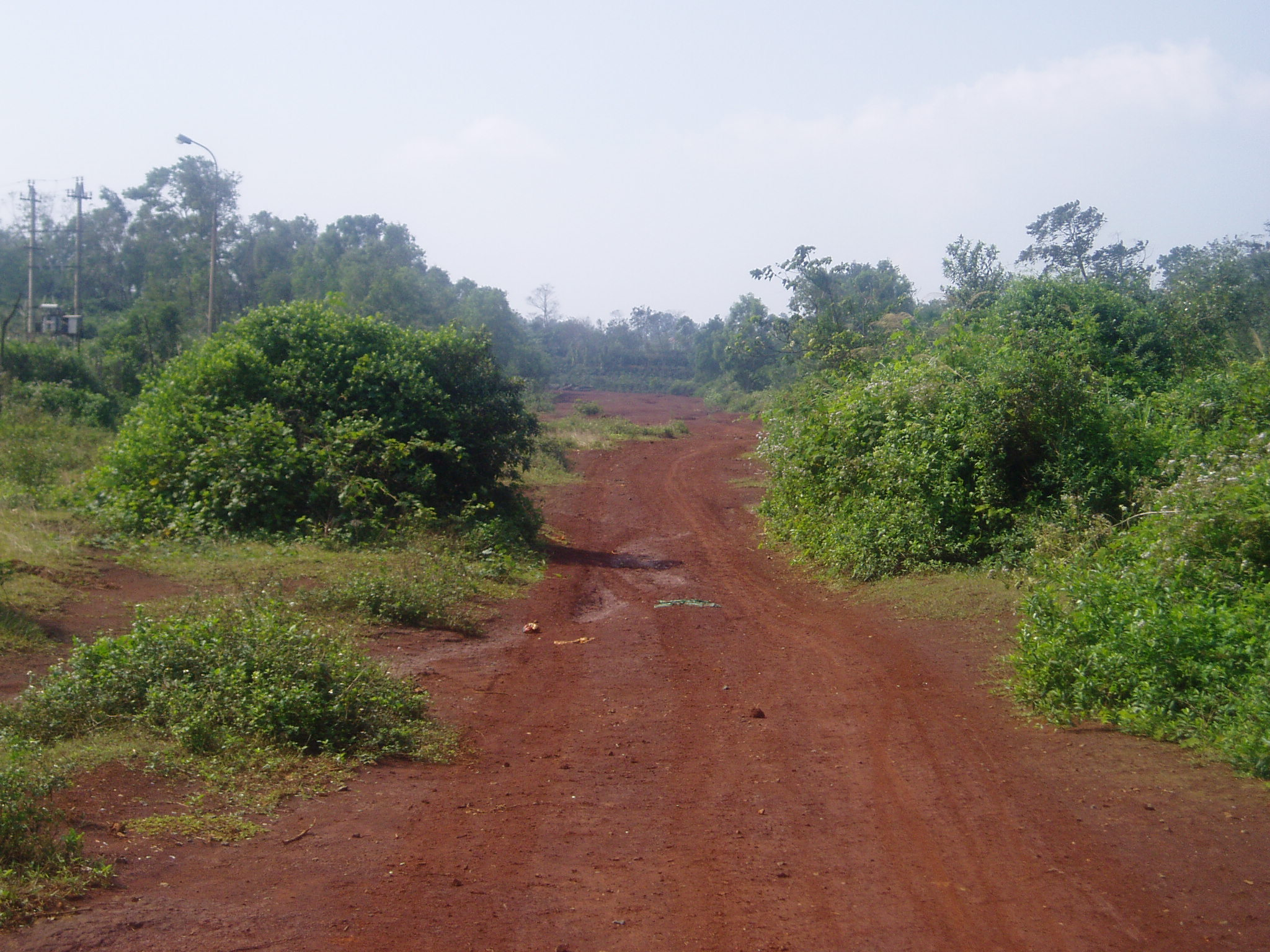
Aerodromul Khe Sanh, decembrie 2006

Un argument ridicat de Westmoreland la acea vreme (și citat de istoricii bătăliei) a fost că doar două regimente de pușcași marini se aflau blocate la Khe Sanh față de mai multe divizii ale APV. Dar la momentul când Hanoiul a luat decizia de a înconjura baza, Khe Sanh era ocupat de doar două (sau chiar unul) batalioane americane. Rămâne în discuție dacă distrugerea unui batalion ar fi putut fi un scop pentru două până la patru divizii APV. Deși Westmoreland era convins de argumentele sale, acesta nu a trecut la pasul următor. Până la sfârșitul lui ianuarie 1968, el transferase jumătate dintre combatanții americani—aproape cincizeci de batalioane de manevră—la I Corps.

### Documente guvernamentale nepublicate
- U.S. Military Assistance Command, Vietnam, Command History 1965, Annex N. Saigon, 1966.
- U.S. Military Assistance Command, Vietnam, Command History 1966, Annex M. Saigon, 1967.

### Documente guvernamentale publicate
- Military History Institute of Vietnam (2002). Victory in Vietnam: A History of the People's Army of Vietnam, 1954–1975 [Victorie în Vietnam: o istorie a Armatei Populare Vietnameze, 1954–1975]. trans. Pribbenow, Merle. Lawrence KS: University of Kansas Press. ISBN 0700611754.
- Nalty, Bernard C. Air Power and the Fight for Khe Sanh (Forța aeriană și lupta pentru Khe Sanh). Washington, D.C.: Office of Air Force History, 1986. LCC DS557.8.K5 N34 1986
- Schulimson, Jack; Blaisol, Leonard; Smith, Charles R.; Dawson, David (1997). The U.S. Marines in Vietnam: 1968, the Decisive Year [Pușcașii marini americani în Vietnam: 1968, anul hotărâtor]. Washington DC: History and Museums Division, United States Marine Corps. ISBN 0-16-049125-8.
- Shore, Moyars S., III (1969). The Battle of Khe Sanh [Bătălia de la Khe Sanh]. Washington DC: U.S. Marine Corps Historical Branch.
- Telfer, Maj. Gary L., LtCol. Lane Rogers, and V. Keith Fleming. U.S. Marines in Vietnam: 1967, Fighting the North Vietnamese (Pușcașii marini americani în Vietnam: 1967, luptele cu nord-vietnamezii). Washington, D.C.: History and Museums Division, United States Marine Corps, 1984. LCC DS558.4 .U55 1977
- Van Staaveren, Jacob. Interdiction in Southern Laos, 1961-1968 (Introducere în Laosul de Sud, 1961–1968). Washington, D.C.: Center of Air Force History, 1993. LCC DS558.8 .V36 1993

### Autobiografii
- Westmoreland, William C. (1976). A Soldier Reports [Un soldat raportează]. New York: Doubleday. ISBN 0385004346.